# The Little American
The Little American è un film muto del 1917 diretto da Cecil B. DeMille e da Joseph Levering che non sono accreditati. Gli interpreti principali sono Mary Pickford e Jack Holt.
È il secondo film per Ben Alexander, un attore-bambino che aveva esordito l'anno precedente all'età di cinque anni e che, anche da adulto, avrebbe proseguito la carriera di attore.

## Trama
Angela Moore viene separata dal fidanzato Karl quando scoppia la guerra. Karl, infatti, è tedesco e deve rientrare in Germania. Anche Jules, un diplomatico francese rivale in amore di Karl, viene richiamato in patria. Angela riceve la notizia della morte della zia, residente in un castello francese. Parte allora pure lei per l'Europa, ma la sua nave viene silurata. Salvatasi dal naufragio, la giovane arriva finalmente al castello che scopre essere diventato un ospedale militare. La ragazza, che è americana, per cui ancora neutrale dato che gli Stati Uniti non sono ancora entrati in guerra, non riesce a restare indifferente e prende posizione contro i tedeschi. Karl, cambiato dalla guerra, cerca di aggredirla nel buio. Ma poi, quando il suo colonnello gli ordina di uccidere la fidanzata come spia, si rifiuta e la raggiunge davanti al plotone di esecuzione.
I due giovani saranno salvati dall'intervento francese: Jules, colpito dall'eroismo di Angela, come premio al suo valore lascia libero Karl. Angela e Karl possono imbarcarsi, salvi, su una nave alla volta degli Stati Uniti.

## Produzione

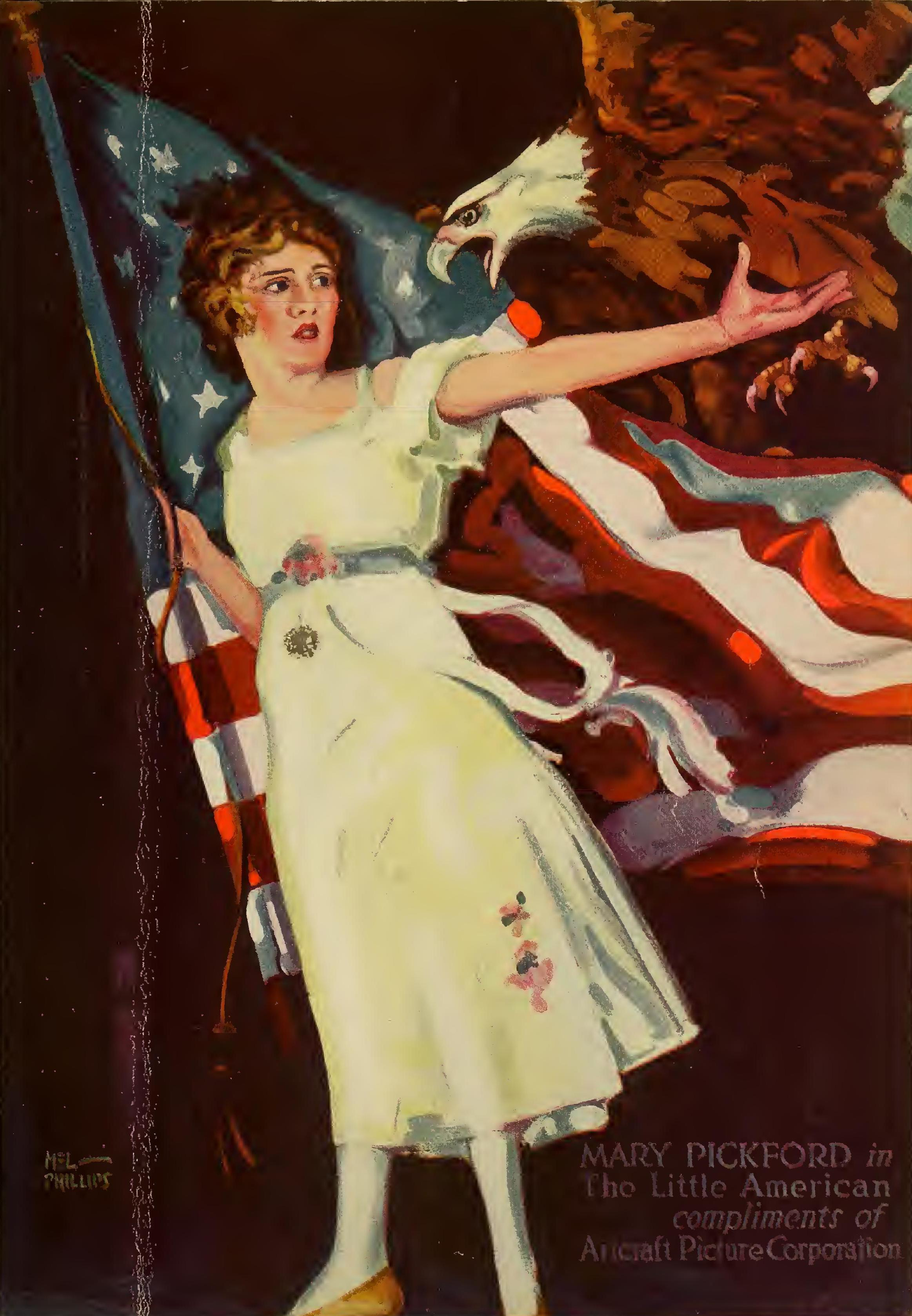
1917

Il film, prodotto dalla Mary Pickford Film Corp., venne girato nei Jesse Lasky Studios al 6284 di Selma Street a Hollywood e a San Pedro (Los Angeles) con un budget stimato di 166.949 dollari. Le riprese durarono dal 13 aprile al 22 maggio 1917.

## Distribuzione
Il film fu distribuito dalla Artcraft Pictures Corporation e uscì in sala il 12 luglio 1917. L'incasso (in tutto il mondo) fu di 446.237 dollari.
Nel 2007, fu distribuito dalla Passport Video in versione DVD.

### Date di uscita
- USA	12 luglio 1917
- USA	27 agosto 1917
- Giappone	24 settembre 1920
- USA 2007 DVD

Alias
- A Pequena Americana	Portogallo
- La Petite américaine	Francia